# Hinter Klostermauern (1952)
Hinter Klostermauern ist ein deutsches Filmdrama von Harald Reinl mit Olga Tschechowa, die die Geschichte mit ihrer Firma auch produzierte, in der weiblichen Hauptrolle. Für die männliche Hauptrolle wurde der nach zwölf Jahren Abwesenheit in Hollywood nach Deutschland heimgekehrte Frits van Dongen verpflichtet. Der Geschichte lag das Bühnenstück Das unheilige Haus von Hans Naderer zugrunde.

## Handlung
Der Zweite Weltkrieg hat Thomas Holinka nach 1945 auf die schiefe Bahn geführt. Der gelernte Gärtner wird wegen Trunkenheit und Widerstands gegen die Staatsgewalt zu drei Monaten Gefängnis verurteilt. Nach seiner Entlassung geht er zurück zu seiner alten Wohnung, wo er seine Freundin Kathrin und das uneheliche Kind zurücklassen musste. Die aber wurden ausquartiert, und die Mutter fand mit beider vierjährigem Sohn – im München der frühen 1950er Jahre herrscht große Wohnungsnot – Unterkunft in einem verkommenen Loch nahe einer Kiesgrube. Nachdem Holinka Kathrin und Sohn Peter aufgespürt hat, bemüht er sich um eine würdigere Bleibe für alle drei, doch seine Vorstrafe und die große Zahl anderer Wohnungssuchenden lassen dieses Unterfangen hoffnungslos erscheinen. Ein weiteres Problem Holinkas ist sein Hang zum übermäßigen Alkoholkonsum, und zu allem Unglück frönt er auch noch der Spielleidenschaft; vor allem Siebzehn und Vier hat es ihm angetan.
Auf seinem Streifzug durch die Münchner Umgebung entdeckt Holinka ein offensichtlich leer stehendes Ordenskloster und bricht dort ein. Dieser verlassene Ort erscheint ihm ideal für eine Unterkunft. Wenig später zieht er dort mit Kathrin und Peter hin und richtet sich ein Zimmerchen ein. In den nächsten Tagen beginnt Holinka nach Arbeit zu suchen, doch seine Streitlust vermasselt alles. Als seine Jobsuche wieder einmal keine Früchte trägt, betrinkt er sich in einer Kneipe. Am nächsten Tag wartet eine andere unangenehme Überraschung auf Holinka und Kathrin. Drei Herren vom Bauamt besuchen die Klosteranlage und machen klar, dass demnächst die aufgrund der bisherigen Belegung mit Kriegsflüchtlingen abwesenden Klosterschwestern nunmehr heimkehren werden. Holinka stellt sich breitbeinig vor die Amtsträger hin und macht denen klar, dass er sich von hier keinesfalls vertreiben lassen werde. Die Polizei rückt just in denjenigen Moment an, um Holinka mit Frau und Kind mit Gewalt an die frische Luft zu setzen, als die Nonnen in das Kloster heimkehren. Da die Mutter Oberin Gewalt ablehnt und auch das kleine Kind im Auge hat, entscheidet sie, dass Holinka und seine kleine Familie vorerst bleiben dürfen.
Die Mutter Oberin versucht hinter die harte Schale Holinkas zu schauen und ihm zu helfen, auch wenn dieser sich trotz der Güte der Klostervorsteherin als äußerst ruppig erweist. „Fressen, Saufen, Weiber, sich totschlagen gegenseitig, das ist das Leben!“ ruft ihr der verbitterte Mann ins Gesicht. Die Oberin erwidert ihm, dass Güte und ein Leben lang bedürftige Fremde pflegen eine sehr viel bessere Alternative sei. Holinka hat nur Hohn und Spott für diese Einstellung übrig. Die Entscheidung der Oberin, den drei Wohnungslosen vorübergehend Obdach hinter den Klostermauern zu gewähren, findet nicht bei allen Klosterbewohnerinnen Zustimmung, vor allem die Subpriorin erinnert daran, dass Christus „die Schänder seines Tempels mit der Peitsche rausgetrieben“ habe. Nur schwer kann die Mutter Oberin die harte Schale des Kriegsheimkehrers knacken und hinter Holinkas Fassade blicken. Dieser zeigt sich als zutiefst verbitterter Mann, der erst fünf Jahre im Krieg war, dort angesichts der Gräuel den Glauben an Gott verloren hatte, dann auch noch seine Heimat verlor und schließlich viele Jahre in Kriegsgefangenschaft war. Die Oberin macht Holinka klar, dass auch manche der hier lebenden Klosterschwestern im Krieg alles verloren haben.
Die Subpriorin eilt eines Tages zur Mutter Oberin und berichtet voller Empörung, dass man draußen dem Kloster wegen der Duldung des gottlosen und ungläubigen Thomas und seiner nicht mit ihm verheirateten Frau bereits den Namen „Das unheilige Haus“ gegeben habe. Das Maß scheint voll, als Holinkas schräge Freunde aus der Halbwelt ihn im Kloster besuchen wollen. Wieder einmal stellt sich die Oberin vor den ungebetenen Gast und sagt Holinka, dass sie Vertrauen zu ihm habe und lässt die Leute ins Kloster. Die Folge ist Tanz, laute Musik und Lüsternheit bis tief in die Nacht. Die Priorin beginnt an ihrer eigenen, großmütigen Entscheidung zu zweifeln. Die Subpriorin hat derweil ein Schreiben aufgesetzt, mit dem sie die Generaloberin über die „skandalösen“ Vorgänge hinter den Klostermauern zu informieren gedenkt. Holinka, Kathrin und deren Besucher hat die Frömmigkeit der Klosterbewohnerinnen die Laune verdorben, und so ziehen alle in die Wirtschaft in der nächsten Stadt. Als Holinka tief in der Nacht volltrunken ins Kloster zurückkehrt und in diesem Zustand eine junge, schreckhafte Nonne belästigt, verletzt er sich schwer an seiner Hand. Die Priorin informiert den Ortsarzt Dr. Riedinger, und beide verarzten den blutenden Trunkenbold. Holinka ist nun, angesichts der Tatsache, in diesem Zustand keine Arbeit finden zu können, voller Selbstmitleid und rastet regelrecht aus, wenn die Klosterschwester Prokuratorin Holinkas Sohn Peter das eine oder andere Mal ein Stück Kuchen zusteckt. Holinka will von nichts und niemandem etwas geschenkt haben, und das solle auch für Kathrin und Peter gelten. Derweil baggert der halbseidene Kumpan Holinkas, Joschi Panek, Kathrin an, die schon wieder schwanger ist.
Als die Generaloberin anreist, werden unter den Klosterschwestern die Ereignisse der vergangenen Wochen diskutiert und die unterschiedlichen Meinungen ausgetauscht. Die Generaloberin trifft schließlich die Entscheidung, dass Holinka und sein Anhang das Kloster verlassen müssen. Gerade jetzt aber scheint Holinka auf dem rechten Pfad zurück ins Leben zu sein, betätigt er sich doch erstmals in seinem alten Beruf und bringt den vollkommen verwilderten Klostergarten wieder in Ordnung. Schließlich geht ihm dabei sogar seine Frau zur Hand. Für das Wohnproblem findet sich eine salomonische Lösung: Holinka verlässt das Kloster und darf sich auf einem klösterlichen Grundstück gleich nebenan ansiedeln und dort sogar ein eigenes Häuschen bauen. Durch eine geschickt formulierte Intrige Paneks beginnt Holinka aber wieder an der Aufrichtigkeit der Klostervorsteherin zu zweifeln und er, der zuletzt auch dem Alkohol abgeschworen hatte, beginnt erneut zu trinken und spielt auch wieder 17 und 4. Holinka trinkt derart viel Schnaps, dass er nicht bemerkt, wie Panek ihm beim Kartenspiel betrügt und seinen mühsam erarbeiteten Kleinkredit wieder verspielt. Als er betrunken einnickt, berauben ihn Panek und dessen Kumpan um das restliche Geld. Später stellt Holinka Panek und dessen Kumpan auf der nächtlichen Kleinstadtstraße. Bei der anschließenden Prügelei werden die beiden Ganoven verletzt. Die anrückende Polizei stellt fest, dass Panek mit gezinkten Karten spielte, und Holinka sein verlorenes Geld erstattet bekommen muss.
Als Kathrin im Kloster ihr Kind zur Welt bringt, findet der heimgekehrte Holinka keine der Nonnen, die ihm bei der Geburt helfen kann. In seiner Verzweiflung rennt er zur Klosterglocke und lässt sie sturmläuten. Die Oberin ist darüber empört, ihr Zorn verraucht aber sofort, als sie den Grund für Holinkas Handeln erfährt. Die Nonnen helfen bei der Geburt, und rechtzeitig trifft auch Dr. Riedinger ein. Als sich schließlich alles zum Guten wendet, findet sogar der ungläubige Thomas wieder zum Glauben zurück und betet an der Seite der jungen, schreckhaften Nonne. Die Priorin weiß nun, dass sie alles richtig gemacht hat.

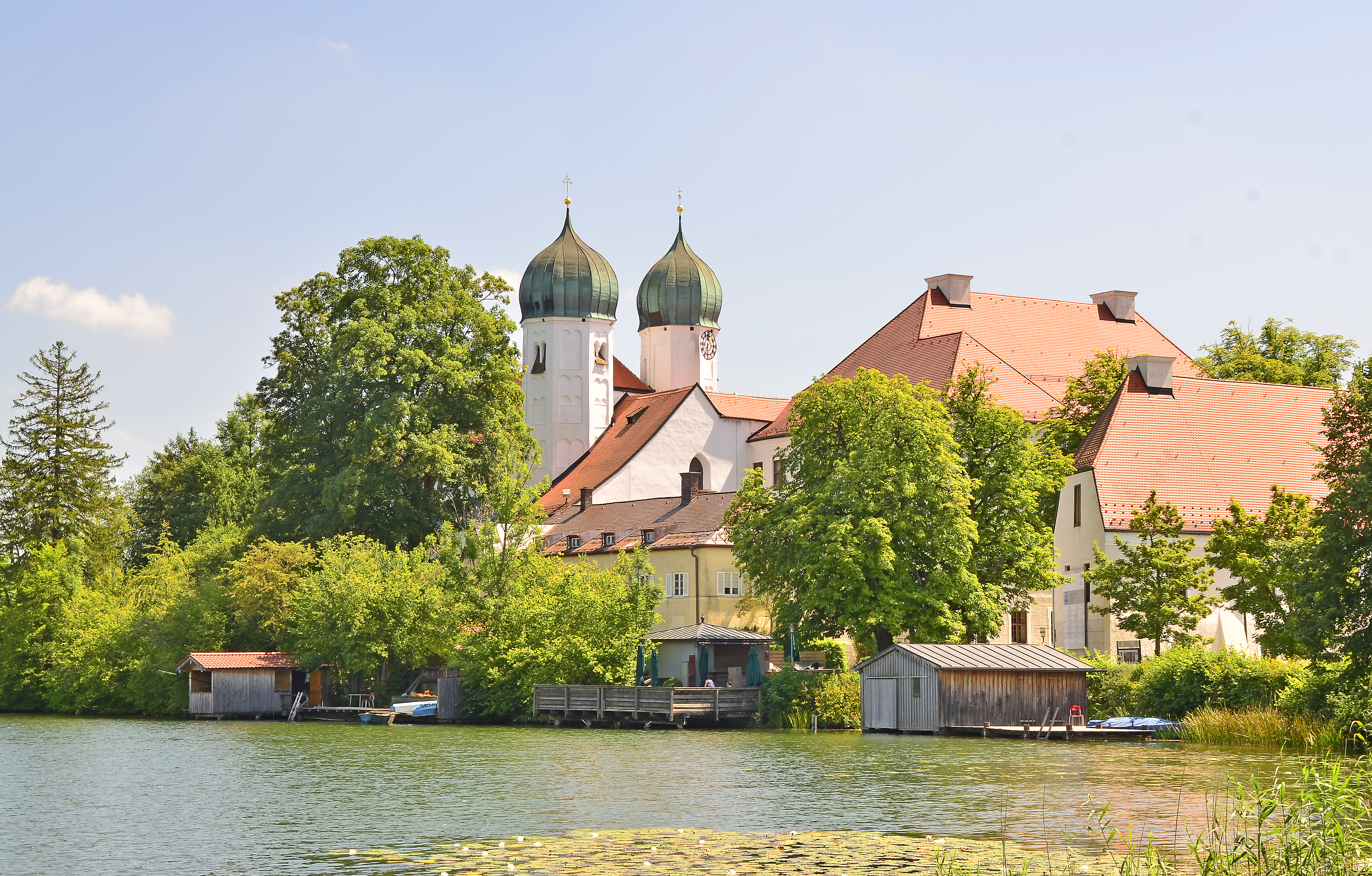
Außendrehort Kloster Seeon, Ansicht von Westen

## Produktion

### Produktionsnotizen
Hinter Klostermauern, dessen Arbeitstitel Das unheilige Haus sowie Die Nonne und der Sünder lauteten, entstand zwischen dem 9. November 1951 und dem 1. Februar 1952. In dieser Zeit gab es allerdings eine einmonatige Drehpause. Gedreht wurde im Atelier München-Geiselgasteig (Innenaufnahmen) sowie im Kloster St. Zeno (Bad Reichenhall), im Kloster Seeon, in Wasserburg am Inn, am Chiemsee und in München (Außenaufnahmen).
Mitproduzent Walter Traut war auch Produktionsleiter. Robert Herlth entwarf die von Gottfried Will ausgeführten Filmbauten. Josef Illig hatte die Kameraführung unter der Chefkamera von Franz Koch. Es spielt Max Greger und sein Tanzorchester.
Frits van Dongen (Maharadscha in Richard Eichbergs Double Feature Der Tiger von Eschnapur und Das indische Grabmal), der seit 1940 in Hollywood als Philip Dorn Karriere gemacht hatte, war für diesen Film 1951 nach Deutschland, wo er zuletzt 1939 die Hauptrolle in Veit Harlans Sudermann-Adaption Die Reise nach Tilsit gespielt hatte, zurückgekehrt.
Der 63-jährige Stummfilmstar Hanna Ralph spielte in Hinter Klostermauern seine letzte Filmrolle. Auch die 83-jährige Schauspielveteranin Hedwig Bleibtreu gab hier (mit einer winzigen Rolle zu Beginn des Films) ihre Abschiedsvorstellung vor der Kamera.

### Veröffentlichung
Der Film wurde am 22. April 1952 in den Münchner Kammer-Lichtspielen uraufgeführt. Die Berliner Premiere war am 8. August 1952. In Österreich lief der Film unter dem Titel Das entweihte Haus, in Dänemark wurde er im Februar 1954 veröffentlicht, in Portugal im August 1954 und in den USA unter dem Titel The Unholy Intruders im Jahr 1961. Veröffentlicht wurde er zudem in Belgien.

## Kritiken
Der Spiegel schrieb in seiner Ausgabe vom 2. Juli 1952: „Hinter den Klostermauern ringt die als „Ehrwürden Mutter Priorin“ verkleidete Olga Tschechowa mit einem „Gegenwartsproblem“. Der gottlose, 17 + 4 spielende Flüchtling (Frits van Dongen), der sich mit seiner anmutig dekolletierten, wilden Wilde-Ehe-Frau (Katharina Mayberg) ins Kloster eingenistet hat, soll zu innerer Einkehr und zur Arbeit bewogen werden. Boogie-Woogie-Rhythmen der feiernden Flüchtlinge begleiten das Abendgebet der Schwestern. Der nach großem finanziellen Trouble hergestellte vierte Film der Produzentin Tschechowa … ist sauber gespielt. Gelungene Chargen, besonders der kleine Peter Fischer.“

„Gepflegt gespieltes Routine-Melodram, dessen religiöse Motivation ebenso wie der Zeithintergrund Staffage bleibt.“